# Beautiful, Dirty, Rich
«Beautiful, Dirty, Rich» —en español: «Hermosa, sucia, rica»— es una canción interpretada por la cantante estadounidense Lady Gaga incluida en su álbum debut de 2008 The Fame. Gaga y Rob Fusari la escribieron, y las disqueras Interscope, Cherrytree, Streamline y Kon Live la publicaron como sencillo promocional el 16 de septiembre de 2008. Es una canción up-tempo dance pop cuya base utiliza múltiples sintetizadores. La letra describe las experiencias artísticas que Gaga experimentó en el barrio neoyorquino de Lower East Side y la cantante comentó que la compuso en un momento en el que «consumía mucha droga» e «intentaba entender [varias] cosas».
«Beautiful, Dirty, Rich» recibió comentarios positivos por parte de algunos críticos de Estados Unidos, quienes elogiaron su letra y su naturaleza divertida. Tras su publicación, logró ingresar en la lista musical del Reino Unido, la UK Singles Chart, donde alcanzó el puesto ochenta y tres. Existen dos versiones del vídeo musical; el primer vídeo es la versión oficial, que muestra a Gaga y a sus acompañantes bailando en diferentes lugares de una mansión y a la vez hacen quemas de dinero. La segunda versión se utilizó para promocionar Dirty Sexy Money, una serie de televisión de la cadena estadounidense ABC; en el video se intercalan escenas del vídeo oficial con otras de la propia serie.
Gaga interpretó la canción en distintas presentaciones, incluyendo los conciertos de su gira The Fame Ball Tour, donde la cantó mientras llevaba puesto un corpiño futurista con paneles triangulares plateados. Su actuación recibió elogios por parte de los críticos quienes aclamaron su efusiva voz y energía, así como por dar un sólido comienzo al espectáculo.

## Antecedentes y composición
Lady Gaga escribió «Beautiful, Dirty, Rich» con la ayuda de Rob Fusari, quien también la produjo. Gaga se inspiró mientras bailaba en su habitación en ropa interior y pensaba en la escena artística de East Village. Afirmó que estaba «intentando comprender [varias] cosas» al escribirla y después declaró que «[ingirió] muchas drogas» cuando la escribió. Explicó que en «Beautiful, Dirty, Rich» se explica la idea de la fama interior, la cual se desarrolla a lo largo de su álbum The Fame de 2008, así como las experiencias que vivió al luchar como artista mientras trabajaba en Lower East Side. Gaga se inspiró en los «niños ricos» del área y en como llamaban a sus padres pidiéndoles dinero para comprar drogas, que se refleja en la línea «Daddy, I'm so sorry» («Papi, lo lamento mucho»). Agregó que «últimadamente, lo que quiero es que la gente tome el control. No importa quién sea o de dónde venga, pueden sentirse hermosa y asquerosamente ricos».
«Beautiful, Dirty, Rich» es una canción dance pop con un ritmo vivace que utiliza muchos sintetizadores, en comparación con el resto de canciones de The Fame (que en su mayoría son canciones de música electrónica). De acuerdo con la partitura publicada por la editorial Sony/ATV Music Publishing en el sitio web Musicnotes.com, la canción tiene un groove moderado de electro dance pop y está compuesta en la tonalidad de si menor, con un tempo de 120 pulsaciones por minuto. Tiene un compás de 4/4 y el registro vocal de Gaga va desde la3 hasta re5. La progresión de acordes tiene una secuencia básica de sim–reM5–la♭M–sim–rem5–la♭M. Durante la grabación, Gaga se mostró reacia en añadir a la canción cualquier tipo de ritmo dance e insistió en mantener el sonido rock presente en la versión original. Sin embargo, el productor musical Rob Fusari la convenció en utilizar una caja de ritmos, pues ésta no le daría un cambio significativo y le dijo a Gaga que el grupo británico Queen (una de las inspiraciones musicales de Lady Gaga) utilizaba una en varias de sus canciones. Fusari comentó: «Creo que por eso aceptó finalmente. Terminamos "Beautiful, Dirty, Rich" ese mismo día. Es una de las canciones de su álbum debut.»

## Recepción

### Comentarios de la crítica
«Beautiful, Dirty, Rich» recibió algunos comentarios positivos por parte de los críticos musicales de Estados Unidos. Matthew Chisling de Allmusic usó la canción y a «Paparazzi» como ejemplos de cómo las letras de The Fame «salpimentan el álbum con un desagradable sentimiento amistoso de diversión y festividad que todo excelente álbum de dance bien producido debe tener ... La canción tiene un ritmo pegadizo y una letra que va acorde con el tema principal del disco, que habla de "dinero y fama"». Genevieve Koski de The A. V. Club describió a «LoveGame» y a «Beautiful, Dirty, Rich» como «himnos propulsores en la discoteca» que «traquetean a lo largo de oleadas de sintetizadores y baterías programadas, dando lugar a un vertiginoso colocón sónico que se aproxima al punto culminante de una noche de discoteca mejorada químicamente». Sal Cinquemani del sitio web Slant Magazine dijo que en la canción Gaga «remueve la suciedad con éxito».

### Desempeño comercial
La canción debutó en el número ochenta y nueve de la lista UK Singles Chart el 21 de febrero de 2009 gracias a las descargas digitales. En su segunda semana ascendió hasta la posición ochenta y tres, la máxima que alcanzó, ya que la semana siguiente bajó hasta la ochenta y siete y esa fue su última aparición en la lista. Según Nielsen SoundScan, hacia 2010 «Beautiful, Dirty, Rich» había vendido 275 000 copias digitales en los Estados Unidos.

## Video musical
«Beautiful, Dirty, Rich» cuenta con dos videos musicales. El primero, dirigido por Melina Matsoukas, incluye escenas entrecortadas de la serie de ABC Dirty Sexy Money (2007) y filmado con el fin de promocionar el programa; mientras que el segundo fue publicado como el video oficial, en donde se ve a Gaga en una mansión. Este inicia con un acercamiento a los labios de Gaga, mientras repite las palabras Beatiful, dirty, dirty, rich, rich, dirty, dirty, beautiful, dirty, rich.... En seguida se ve a Gaga caminando por un pasillo con varias personas siguiéndole y sosteniéndo una sombrilla sobre Gaga, otros bailan delante de ella y otros lanzan dólares a su alrededor. Gaga y compañía se ven en repetidas ocasiones en varios lugares de la mansión. A Gaga se le ve con una actitud seductora, con varias imágenes intercaladas: ya sea en mesa cubierta con dinero, revolcándose en un piano negro y tocando las teclas con sus pies o bailando con una estatua. También se interpolan imágenes billetes y a Gaga quemando algunos de ellos. En el transcurso del video, ella se somete a numerosos cambios de vestuarios. El cantante y compositor Space Cowboy aparece en algunas de las escenas, incluyendo una en dónde escribe en un cuadro las palabras «Dirty, sexy».

## Presentaciones en directo
Gaga interpretó «Beautiful, Dirty, Rich» en directo en el Sesiones @ AOL de 2009, en simultáneo con «Just Dance» y una versión acústica de «Poker Face», «Paparazzi» y «LoveGame». También interpretó la canción en el MTV UK Live Sessions, donde incluyó de nueva cuenta los mencionados sencillos. «Beautiful, Dirty, Rich» fue la primera canción que Gaga interpretó en The Fame Ball Tour, precedida por «Paparazzi», y un popurrí breve de los temas «Starstruck» y «LoveGame». Durante la apertura de la gira y la interpretación de la canción se ve a Gaga retozando con sus bailarines, usando una peluca rubia y un bustier escultórico y futurista con paneles triangulares plateados; fue uno de los seis vestuarios que utilizó en el transcurso de la presentación. La canción fue interpretada al final de la primera de las cuatro partes del espectáculo y le siguió el video interludio de «The Brain», con Gaga y su álter ego, Candy Warhol, cepillando su cabello. La interpretación de la canción, junto con el resto de las cuatro presentaciones del espectáculo, recibió elogios de Jim Harrington de Mercury News, por dar al espectáculo un comienzo fuerte y demostrar una gran capacidad vocal. Por su parte Mikael Wood de Rolling Stone criticó los resultados de la interpretación; Wood declaró que se aburrió rápidamente, pero felicitó a Gaga por su energía. Whitney Pastorek de Entertainment Weekly aclamó la fuerte voz de Lady Gaga y agregó: «La chica puede y canta». «Beautiful, Dirty, Rich» también fue incluida durante las presentaciones de The Monster Ball Tour. Luego de 7 años, la interpretó en el segundo segmento de su residency show en Las Vegas, Lady Gaga: Enigma.

## Certificaciones
| País           | Organismo certificador | Certificación | Ventas certificadas | Ref.   |
| -------------- | ---------------------- | ------------- | ------------------- | ------ |
| Estados Unidos | RIAA                   | Oro           | 500 000             | [ 23 ] |

## Créditos y personal
- Lady Gaga: compositor, piano y sintetizadores
- Rob Fusari: compositor y productor
- Robert Orton: mezcla de audio
- Tom Kafafian: guitarra
- Calvin «Sci-Fidelty» Gaines: bajo eléctrico y programación
- Dave Murga: batería

Fuentes: Allmusic y Discogs.